# Віньоле-Борбера
Віньоле-Борбера (італ. Vignole Borbera, п'єм. Vigneule) — муніципалітет в Італії, у регіоні П'ємонт,  провінція Алессандрія.
Віньоле-Борбера розташоване на відстані близько 430 км на північний захід від Рима, 105 км на південний схід від Турина, 32 км на південний схід від Алессандрії.
Населення — 2192 особи (2014).

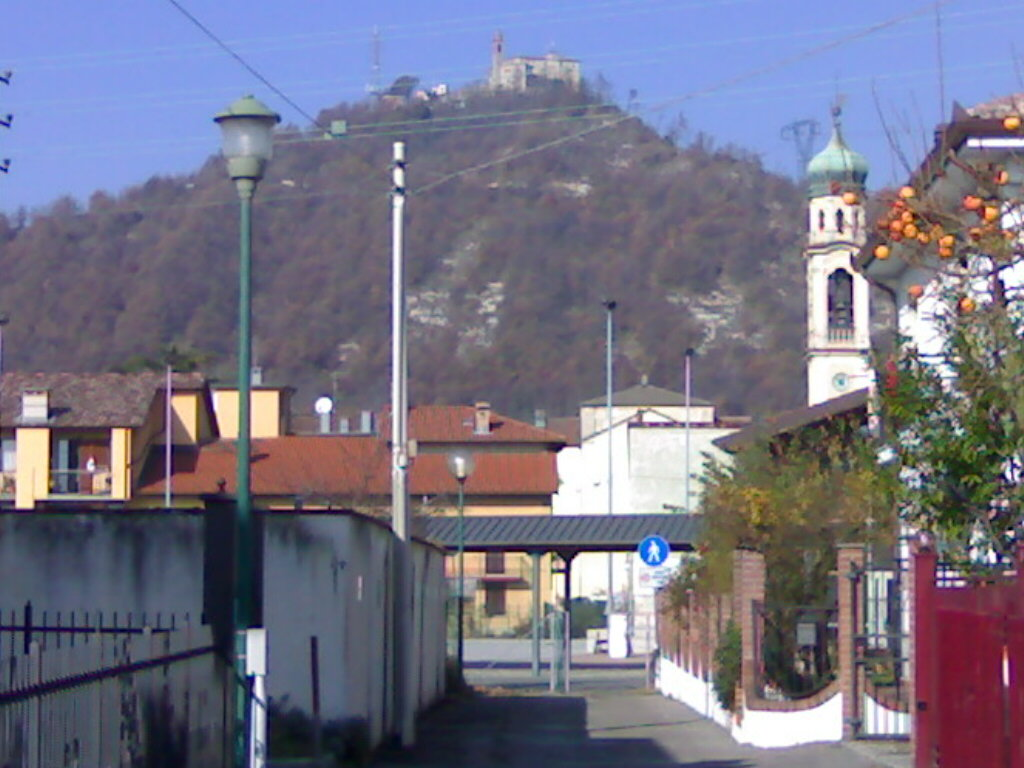

Щорічний фестиваль відбувається 10 серпня. Покровитель — святий мученик Лаврентій.

## Демографія
Населення за роками:

Станом на 1 січня 2023 року в муніципалітеті офіційно проживало 186 іноземців з 22 країн, серед них 81 громадянин країн Євросоюзу та 20 громадян України.

## Сусідні муніципалітети
- Аркуата-Скривія
- Боргетто-ді-Борбера
- Грондона
- Серравалле-Скривія
- Стаццано